# Hemant Kumar
Hemant Kumar o Hemanta Mukherjee, pseudonimo di Hemanta Mukhopadhyay (Benares, 16 giugno 1920 – Calcutta, 26 settembre 1989), è stato un compositore indiano.
È stato attivo anche come cantante in playback per il cinema.

## Filmografia parziale
- Priyatama (1948)
- Jighansa (1951)
- Anand Math (1952)
- Nagin (1954)
- Jagriti (1954)
- Suryamukhi (1956)
- Ek Hi Raasta (1956)
- Lukochuri (1958)
- Sahara (1958)
- Deep Jwele Jaai (1959)
- Bees Saal Baad (1962)
- Sahib Bibi Aur Ghulam (1962)
- Kohraa (1964)
- Biwi Aur Makaan (1966)
- Majhli Didi (1967)
- Khamoshi (1969)
- Rahgeer (1969)
- Siddhartha (1972)
- Bees Saal Pehle (1972)
- Shriman Prithviraj (1972)
- Do Ladke Dono Kadke (1977)
- Love in Canada (1979)

## Premi
- Filmfare Awards
  - 1956: "Best Music Director" (Nagin)
- National Film Awards
  - 1971: "Best Male Playback Singer" (Nimantran)
  - 1986: "Best Male Playback Singer" (Lalan Fakir)